# Кан, Георгий Михайлович
Георгий Михайлович Кан (1916—1987) — советский театральный художник. Заслуженный деятель искусств Казахской ССР (1956).

## Биография
Кореец по происхождению. Родился в семье служащего. Трудовую деятельность начал в 1932 году на судоремонтном заводе «Дальзавод». Окончил курсы и стал работать художником в клубе завода им. Ильича. При клубе была организована художественная самодеятельность, где ставились любительские спектакли. Юноша оформлял сцену, ставил декорации.
С юности был увлечён театром, однажды, когда корейский театр выехал на гастроли в Никольск-Уссурийск, молодой художник специально взял отпуск на заводе и поехал вместе с артистами. Участвовал в концертной бригаде в качестве пианиста, причем это участие было бесплатным. Через некоторое время его приняли в корейский театр художником-декоратором.
В 1938 году, после депортации корейцев в СССР, Г. Кан поступил в Ташкентское художественное училище, которое окончил с отличием в 1941 году.
Тогда же стал работать в республиканском Корейском музыкально-драматическом театре. С 1942 года по 1969 год — главный художник театра.
Оформил целый ряд театральных постановок.
Член КПСС с 1954 года (по другим данным — с 1956).

## Избранные спектакли
- «Хон Бом До» Тхай Дян Чуна (1942),
- «Русские люди» К. Симонова (1943),
- «Гроза» А. Островского (1950),
- «Южнее 38-й параллели» Тхай Дян Чуна (1950),
- «Ураган» Цао Юя (1950),
- «Цюй Юань» Го Можо (1951),
- «Кремлёвские куранты» Н. Погодина (1957),
- «Слуга двух господ» К. Гольдони,
- «Козы Корпеш — Баян сулу»,
- «Отелло» (1959),
- «Именем революции» М. Шатрова (1960) и др.

Лучшие спектакли Г. Кана характеризуются поэтической передачей национального колорита.